# Charles Frossard
Pour les articles homonymes, voir Frossard et Charles Auguste Frossard.
Charles Keith Frossard (1922-2012) est un homme politique guernesiais, Bailli de Guernesey de 1982 à 1992.
Charles Keith Frossard reçoit le titre de docteur honoris causa de l'université de Caen en 1990.
Charles Frossard est décédé à Guernesey le 15 juillet 2012, des suites d'une brève maladie.